# گوردون آرمسترانگ
گوردون آرمسترانگ (انگلیسی: Gordon Armstrong؛ زادهٔ ۱۵ ژوئیهٔ ۱۹۶۷) بازیکن فوتبال اهل بریتانیا است.
از باشگاه‌هایی که در آن بازی کرده‌است می‌توان به باشگاه فوتبال بری، باشگاه فوتبال نورث‌همپتون تاون، باشگاه فوتبال ساندرلند، باشگاه فوتبال رادکلیف بورو، باشگاه فوتبال برنلی، باشگاه فوتبال آکرینگتون استنلی، باشگاه فوتبال استالی‌بریج سلتیک، و باشگاه فوتبال بریستول سیتی اشاره کرد.